# Oliver Som
Oliver Som (bürgerlich: Oliver Epsom) ist ein britischer Musiker, Songwriter und Musikproduzent, der in Berlin und London wirkt. Bekannt wurde er in den 2010er Jahren unter anderem durch Autorenbeteiligungen und Produktionen für James Blunt, Newton Faulkner, Madeline Juno, Louane, Marie-Mai oder auch Robbie Williams.

## Werdegang

### Als Künstler
Am 8. August 2014 veröffentlichte Som zusammen mit Josh Beech – als Teil des Duos Beech – ein Rockalbum mit dem Titel Letters Written in the Sky. Auf diesem Album befindet sich das Lied Lovers, das bereits ein Jahr zuvor am 27. September 2013 auf dem Soundtrack zu Til Schweigers Keinohrhase und Zweiohrküken erschienen war.

### Als Autor und Produzent
Die ersten Produktionsbeteiligungen, die von Som erschienen, waren die beiden Titel Just for Always und Single Tear für den britischen Sänger Tyler James. Auf James’ Album A Place I Go, das am 29. Oktober 2012 über Island Records erschien, beteiligte sich Som bei den beiden Titeln unter anderem als Programmierer, Tonmeister und Tontechniker. Am 27. September 2013 erschien mit  Crystalised (Martina Topley-Bird feat. Mark Lanegan & Warpaint) seine erste offizielle Autorenbeteiligung als Promo-Single. Eine Woche später erschien mit Heroes eine Produktion für den britischen Popsänger James Blunt. Der Titel erschien als B-Seite des Nummer-eins-Hits Bonfire Heart.
Im März 2015 erschien mit Human Beings eine Produktion auf dem Album Apocalypse Pop der schwedischen Sängerin Karin Park. Im gleichen Jahr erschienen erstmals eine deutschsprachige Autorenbeteiligungen von Som. Die ersten Titel, die er schrieb, waren die beiden Lieder Heut beginnt der Rest deines Lebens sowie (Wir können keine) Berge versetzen für Howard Carpendale und dessen Album Das ist unsere Zeit. Das Album erreichte die offiziellen Albumcharts in Deutschland, Österreich und der Schweiz. Ende 2015 zeichnete er sich für die Komposition von Nos Secrets auf dem Album Chambre 12 (Reissue) der französischen Popsängerin Louane verantwortlich. Nos Secrets erschien am 7. September 2019 als Single zum Einzeldownload, Som erreichte hiermit erstmals die offiziellen Singlecharts. Die Single erreichte Platz sechs in Belgien (Wallonien) und Platz 43 in Frankreich.
Anfang 2016 startete Som die Zusammenarbeit mit der deutschen Singer-Songwriterin Madeline Juno. Für ihr zweites Studioalbum Salvation beteiligte er sich mit Quick Sand, Restless und Youth an drei Autorenbeteiligungen und Produktionen. Wie Das ist unsere Zeit konnte sich das Album gleichzeitig in allen D-A-CH-Staaten platzieren. Noch im gleichen Jahr produzierte und schrieb Som, gemeinsam mit Juno, alle Titel für Junos Waldbrand EP. Am 8. September 2017 erschien mit DNA das dritte Studioalbum von Juno. Die Produktion erfolgte eigens durch Som, darüber hinaus schrieb er an zwölf der 16 Titel mit. Zwei Jahre später veröffentlichte Juno mit Was bleibt ihr viertes Studioalbum. Hier zeichnete Som ebenfalls für die komplette Produktion verantwortlich und schrieb mit einer Ausnahme als Titel mit. Neben dem Komponieren, Produzieren und dem Texten beteiligt sich Som auch oft an der Instrumentierung sowie der Programmierung der Titel.
2016 beteiligte sich Som ebenfalls als Autor und Produzent für den finnischen Singer-Songwriter Niila. Er beteiligte sich hier an insgesamt acht Stücken. Ebenfalls erschien 2016 mit Astronaut eine Autorenbeteiligung auf Christina Stürmers Studioalbum Seite an Seite. 2017 schrieb er More Than Friends für den französischen Musiker Mat Bastard. Das Lied erreichte aufgrund hoher Downloadzahlen die französischen Singlecharts (Platz 194) und wurde zu Soms zweitem Singlehit. 2018 produzierte Som das Album Elle et moi der kanadischen Sängerin Marie-Mai. Auf diesem Album befindet sich das Lied Je Décolle, welches im gleichen Jahr mit dem SOCAN No. 1 Song Award ausgezeichnet wurde.

### Weitere Aktivitäten
2018 unterstützte Som Nachwuchsmusiker im Format Unser Lied für Israel innerhalb eines sogenannten „Songwriting Camps“. Das „Songwriting Camp“ fand vom 5. bis 9. November 2018 in den Berliner Kung Fu Studios und einem weiteren Studio in Berlin-Tempelhof statt. Insgesamt nahmen 25 internationale Liedtexter daran teil, die mit den sechs teilnehmenden Interpreten jeweils Lieder schrieben. In die Finalshow schaffte es letztendlich keine Autorenbeteiligung von som.

## Diskografie (Auswahl)
Autorenbeteiligungen und Produktionen
- 2016: Madeline Juno – Waldbrand
- 2017: Madeline Juno – Still
- 2017: Madeline Juno – Gift
- 2017: Madeline Juno – Halt mich fest
- 2017: Madeline Juno – Schatten ohne Licht
- 2018: Madeline Juno – Borderline
- 2018: Marie-Mai – Je décolle
- 2019: Madeline Juno – Gib doch nach
- 2019: Madeline Juno – Automatisch
- 2019: Madeline Juno – Grund genug

## Auszeichnungen
- 2018 – SOCAN No. 1 Song Award für Je Décolle (Marie-Mai)[1][2]